# Переверзев, Фёдор Лукич
Фёдор Лукич Переверзев (1792—1861) — тайный советник (1843), сенатор; саратовский (1831—1835) и киевский (1835—1839) губернатор.

## Биография
Родился в дворянской семье. В 1807—1812 годах учился в Харьковском университете. В мае 1813 года определился с чином подпоручика в 6-й полк Владимирского ополчения, но участия в боевых делах уже не принимал. С декабря 1814 года он числился полковым адъютантом в Черниговском пехотном полку; 24 марта 1818 года был назначен старшим адъютантом во 2-й пехотный корпус; 20 января 1820 года переведён капитаном в лейб-гвардии Гренадерский полк, а в ноябре 1821 года — подполковником в Олонецкий пехотный полк. Вышел в отставку 25 февраля 1822 года.
15 июня 1823 года поступил в Министерство финансов чиновником особых поручений; с октября — на должности правителя канцелярии в департаменте внешней торговли; в следующем году исправлял должность начальника 1-го отделения, а 31 июля 1825 года был назначен нижегородским вице-губернатором.
С 29 января 1830 года Переверзев был назначен директором канцелярии министра внутренних дел, в этом же году исправлял должность директора департамента государственного хозяйства и публичных зданий. В конце 1830 и начале 1831 года сопровождал графа А. А. Закревского при поездке его по губерниям, в которых свирепствовала эпидемия холеры; за отличие был произведён 14 февраля 1831 года в действительные статские советники.
С 14 июля 1831 года был назначен саратовским гражданским губернатором. С 1 декабря 1835 года назначен киевским гражданским губернатором; 12 апреля 1839 года стал членом совета Министерства внутренних дел.
Ф. Л. Переверзев 2 марта 1856 года был назначен директором департамента разных податей и сборов. С 22 июня по 13 сентября 1860 года исправлял должность товарища министра финансов; с 1 января 1861 года ему было повелено присутствовать во 2-м отделении 6-го (Московского) Департамента Правительствующего сената.

## Награды
В 1858 году получил орден Белого орла, а в 1860 — золотую, бриллиантами украшенную табакерку с портретом Его Величества.